# 10 крупнейших пустынь Земли
Список 10 крупнейших пустынь Земли (засушливых аридных и холодных арктических).
В широком смысле под пустыней понимается природная зона с отсутствием флоры или минимальным её наличием. Пустыни возникают в условиях сурового климата (засушливого — аридный климат или холодного — арктическая пустыня).
Пустыни бывают песчаные, каменистые, глинистые, солончаковые, снежно-ледяные. По причине низкой пригодности для комфортной жизни пустыни являются малозаселенными местами.

## Пустыни площадью более 50 000 км²
| Место | Название пустыни                                                  | Тип пустыни                  | Изображение | Площадь(км²) | Расположение                                                                                |
| ----- | ----------------------------------------------------------------- | ---------------------------- | ----------- | ------------ | ------------------------------------------------------------------------------------------- |
| 1     | Антарктическая пустыня                                            | Полярная                     |             | 14 200 000   | Антарктида                                                                                  |
| 2     | Арктическая пустыня                                               | Полярная                     |             | 13 900 000   | Пустынные территории Арктики на Аляске, в Канаде, Гренландии (Дания), России и Исландии     |
| 3     | Сахара                                                            | Тропическая                  |             | 9 200 000    | Алжир, Чад, Египет, Ливия, Мали, Мавритания, Марокко, Нигер, Судан, Тунис и Западная Сахара |
| 4     | Австралийская пустыня (состоит из десяти взаимосвязанных пустынь) | Тропическая и Субтропическая |             | 2 700 000    | Австралия                                                                                   |
| 5     | Пустыня Аравийского полуострова                                   | Тропическая                  |             | 2 300 000    | Саудовская Аравия, Иордания, Ирак, Кувейт, Катар, ОАЭ, Оман и Йемен                         |
| 6     | Гоби                                                              | Субтропическая               |             | 1 300 000    | Монголия и Китай                                                                            |
| 7     | Калахари                                                          | Субтропическая               |             | 930 000      | Ангола, Ботсвана, Намибия и ЮАР                                                             |
| 8     | Патагонская пустыня                                               |                              |             | 670 000      | Аргентина и Чили                                                                            |
| 9     | Пустыня запада США                                                |                              |             | 490 000      | США                                                                                         |
| 10    | Сирийская пустыня                                                 | Субтропическая               |             | 460 000      | Сирия, Иордания, Ирак и Саудовская Аравия                                                   |